# Месих паша (квартал)
„Месих паша“ (на турски: Mesihpaşa) е квартал на Истанбул, разположен в градска околия Фатих. Общата му площ е 0,078 км2. Според данни на Адресната система за регистриране на населението (ABPRS) към 2024 г. населението на „Месих паша“ е 110 жители.